# Вормс, Рене
Рене́ Вормс (фр. René Worms; 8 декабря 1869, Ренн — 12 февраля 1926, Париж) — французский социолог-органицист и политический деятель, аудитор Государственного совета Франции, сын профессора политической экономии Эмиля Вормса.

## Биография
Вормс получил образование в реннском лицее, в лицее Карла Великого в Париже и в Высшей нормальной школе («Доктор юриспруденции», 1891; «Доктор словесности», и «Доктор политических наук и экономики», 1896). Вормс, который был членом Академии моральных и политических наук в Институте Франции, избирался членом высшего статистического совета в 1897 году и консультационного комитета по статистике сельского хозяйства в 1903 году. Помимо того, был членом многих научных обществ. Он начал свою профессиональную карьеру в качестве адвоката в Апелляционном суде Парижа в 1891 году, и был назначен аудитором Государственного совета три года спустя. Так же он был членом экзаменационной комиссии Торгового института с 1897 года.
Его академические таланты нашли признание в 1895 году, когда он был назначен преподавателем политической экономии на факультете права в Парижском университете. Он занимал эту должность до 1897 года. В 1897 году он был избран доцентом аналогичного факультета в Кане, и оставался там до 1902 года. Кроме этого он был преподавателем на факультете права в Высшей нормальной школе с 1897 года, и в 1902 был избран почетным профессором политической экономии в Торговом институте Парижа.
В 1893 году Вормс основал «Международный социологический журнал» («Revue Internationale de Sociologie»), в котором он стал главным редактором, а позже основал издательскую серию «Международная социологическая библиотека», кроме того, учредил Международный институт социологии и Парижское социологическое общество.
Кавалер Ордена Почётного легиона с 18 февраля 1905 года.

## Основные произведения
- De la volonté unilatérale considérée comme source d'obligations en droit romain et en droit français : thèse pour le doctorat... (Paris, 1891)
- Précis de Philosophie (3d ed. 1905)
- Éléments de philosophie scientifique et de philosophie morale : rédigés conformément aux programmes de mathématiques élémentaires et de première (sciences), à l'usage des candidats au bacalaureat de matematique et au bacalaureat de l'enseignement secondaire moderne  (ib. 1891)
- La morale de Spinoza : examen de ses principes et de l'influence qu'elle a exercée dans les temps modernes (crowned by the Académie des Sciences Morales et Politiques; ib. 1892)
- Шаблон:AJS link
- De natura et methodo sociologiae (ib. 1896)
- Organisme et société  (ib. 1896; Russian translation, St. Petersburg, 1897)
- La Science et l’Art en Economie Politique (Paris, 1896)
- Philosophie des sciences sociales. Objet des sciences sociales (3 vols., ib. 1903-1905)
- Études d'économie et de législation rurales  (1906)
- Les Principes biologiques de l'évolution sociale (1910)
- Précis de philosophie : rédigé conformément aux programmes officiels pour la classe de philosophie, d'après les leçons de philosophie de M. E. Rabier (4. édition, 1911)
- La sexualité dans les naissances françaises  (1912)
- La sociologie: sa nature, son contenu, ses attaches. (Paris 1921)

## Издания на русском языке
- Вормс Р. Общественный организм = (Organisme et Société) / Р. Вормс; Пер. с фр. под ред. и с предисл. проф. А. С. Трачевского. — Санкт-Петербург : Издание Ф. Павленкова, 1897. — IV, XVI, 247 с.